# هزاره پانزدهم (پیش از میلاد)
هزارهٔ پانزدهم پیش از میلاد دورهٔ تاریخی سال‌های ۱۵۰۰۰ تا ۱۴۰۰۱ پیش از میلاد را در بر می‌گیرد. این هزاره بخشی از دورهٔ پارینه‌سنگی زبرین است. تعیین تاریخ دقیق رویدادهای این هزاره ناممکن است و همهٔ تاریخ‌های مربوط به این هزاره تقریب‌هایی برپایهٔ تحلیل‌های زمین‌شناسی، تحلیل‌های انسان‌شناسی و تاریخ‌گذاری پرتوسنجشی هستند.

## نوآوری‌ها و اکتشافات
- ایالات متحده آمریکا: حضور احتمالی انسان در محوطهٔ تپه کاکتوس در ویرجینیا که مصنوعات سنگی مربوط به پیش از فرهنگ کلوویس کشف شده‌است.[۱]
- خاورمیانه: اهلی کردن سگ (احتمالی)
- ایتالیا: توسعهٔ تمدن‌های گراوتیانی در ایتالیا و اروپای شرقی
- اروپا: اوج هنر سنگ‌نگاری
- فرانسه و اسپانیا: توسعهٔ تمدن‌های ماگدالنی